# Les Salelles (Ardèche)
Les Salelles é uma comuna francesa na região administrativa de Auvérnia-Ródano-Alpes, no departamento de Ardèche. Estende-se por uma área de 5,61 km². Em 2010 a comuna tinha 373 habitantes (densidade: 66,5 hab./km²).